# Kaplica św. Józefa w Lipnicy Małej
Kaplica św. Józefa u Wojtyczków w Lipnicy Małej – wybudowana została z inicjatywy ks. Józefa Wojtyczka około 1900 roku. Powstała ona z tutejszego kamienia i jest poniekąd darem kapłana dla mieszkańców Lipnicy Małej. Od czasu do czasu odprawiane są w niej nabożeństwa oraz w okresie Wielkiej Nocy święcone są tu pokarmy wielkanocne.
Styl architektoniczny kaplicy zaczerpnięty jest ze stylu gotyckiego, przypomina niewielki kościółek zbudowany w kształcie prostokąta, składający się z nawy głównej i małej sieni, nad którą unosi się wieżyczka zakończona stożkowym dachem pokrytym blachą, dalsza część pokrycia dachowego ma dwuspadową formę.
Ołtarz wewnątrz kaplicy składa się z dwóch części: dolna, ozdobiona motywem kwiatowym z ozdobnym napisem, wsparta na dwóch kolumnach jest podstawą, na której wspiera się centralna część ołtarza. W środkowej części ołtarza znajduje się wizerunek św. Józefa.
W części głównej ołtarza znajdują się jeszcze niewielkie arkady boczne, na których ustawione są figury aniołów. Na bocznych ścianach ołtarza kaplicy zawieszone są dwa oleodruki przedstawiające Matkę Bożą po lewej stronie i po prawej Jezusa.
Święty Józef jest bardzo otoczony czcią wiernych.
Kaplica ta należy do parafii św. Stefana w Lipnicy Małej.